# 板坂諭
板坂 諭（いたさか さとし、1978年12月24日 - ）は、日本のプロダクトデザイナー、建築家である。建築設計事務所／デザイン事務所である株式会社 the design labo 代表取締役。デザインブランド h220430 主宰。愛知県出身。

## 経歴
2001年、名城大学理工学部建築学科を卒業。平倉直子建築設計事務所、城戸崎建築研究室勤務を経て2012年に株式会社 the design laboを設立した。

## 受賞歴
- 2011年："Media Award"、"Annual Original Products Design Award"（中国、Decoration International主催）
- 2013年：A Design Award、"Baby,Kids and Children's Products Design Category"銀賞（イタリア）
- 2015年：A Design Award、"Lighting Products and Lighting Projects Design Category"銀賞（イタリア）

## 作品集
- New Made in Japan（青幻舎、2014年、ISBN 978-4861524516）